# Jérémy Sebas
Jérémy Sebas (Sainte-Anne, 14 aprile 2003) è un calciatore francese di origine martinicane, attaccante del Bastia in prestito dallo Strasburgo.

## Carriera

### Club
Nato in Martinica, nel giugno 2022 è stato acquistato dallo Strasburgo. Il 1º ottobre 2022 ha debuttato con la squadra riserve in Championnat National 2 nell'incontro vinto 2-1 contro il Raon-l'Étape. Ha segnato il suo primo gol il 6 novembre dello stesso anno contro il Champignuelles.
Il 15 giugno 2023 ha firmato il suo primo contratto professionistico ed il 5 novembre ha debuttato in prima squadra sostituendo Dilane Bakwa nell'incontro di Ligue 1 pareggiato 0-0 contro il Clermont Foot.

### Nazionale
Il 5 giugno 2022 ha debuttato con la nazionale martinicana nell'incontro di CONCACAF Nations League perso 2-0 contro la Costa Rica.

## Statistiche

### Presenze e reti nei club
Statistiche aggiornate all'8 dicembre 2024.
| Stagione            | Squadra             | Campionato          | Campionato | Campionato | Coppe nazionali | Coppe nazionali | Coppe nazionali | Coppe continentali | Coppe continentali | Coppe continentali | Altre coppe | Altre coppe | Altre coppe | Totale | Totale | Totale |
| Stagione            | Squadra             | Comp                | Pres       | Reti       | Comp            | Pres            | Reti            | Comp               | Pres               | Reti               | Comp        | Pres        | Reti        | Pres   | Reti   |        |
| ------------------- | ------------------- | ------------------- | ---------- | ---------- | --------------- | --------------- | --------------- | ------------------ | ------------------ | ------------------ | ----------- | ----------- | ----------- | ------ | ------ | ------ |
| 2022-2023           | Strasburgo 2        | N3                  | 25         | 4          | -               | -               | -               | -                  | -                  | -                  | -           | -           | -           | 25     | 4      |        |
| 2023-2024           | Strasburgo 2        | N3                  | 10         | 6          | -               | -               | -               | -                  | -                  | -                  | -           | -           | -           | 10     | 6      |        |
| 2024-2025           | Strasburgo 2        | N3                  | 3          | 1          | -               | -               | -               | -                  | -                  | -                  | -           | -           | -           | 3      | 1      |        |
| Totale Strasburgo 2 | Totale Strasburgo 2 | Totale Strasburgo 2 | 38         | 11         |                 | -               | -               |                    | -                  | -                  |             | -           | -           | 38     | 11     |        |
| 2023-2024           | Strasburgo          | L1                  | 14         | 2          | CF              | 1               | 0               | -                  | -                  | -                  | -           | -           | -           | 15     | 2      |        |
| 2024-2025           | Strasburgo          | L1                  | 8          | 0          | CF              | -               | -               | -                  | -                  | -                  | -           | -           | -           | 8      | 0      |        |
| Totale Strasburgo   | Totale Strasburgo   | Totale Strasburgo   | 22         | 2          |                 | 1               | 0               |                    | -                  | -                  |             | -           | -           | 23     | 2      |        |
| Totale carriera     | Totale carriera     | Totale carriera     | 60         | 13         |                 | 1               | 0               |                    | -                  | -                  |             | -           | -           | 61     | 13     |        |

### Cronologia presenze e reti in nazionale
| Cronologia completa delle presenze e delle reti in nazionale ― Martinica | Cronologia completa delle presenze e delle reti in nazionale ― Martinica | Cronologia completa delle presenze e delle reti in nazionale ― Martinica | Cronologia completa delle presenze e delle reti in nazionale ― Martinica | Cronologia completa delle presenze e delle reti in nazionale ― Martinica | Cronologia completa delle presenze e delle reti in nazionale ― Martinica | Cronologia completa delle presenze e delle reti in nazionale ― Martinica | Cronologia completa delle presenze e delle reti in nazionale ― Martinica |
| Data                                                                     | Città                                                                    | In casa                                                                  | Risultato                                                                | Ospiti                                                                   | Competizione                                                             | Reti                                                                     | Note                                                                     |
| ------------------------------------------------------------------------ | ------------------------------------------------------------------------ | ------------------------------------------------------------------------ | ------------------------------------------------------------------------ | ------------------------------------------------------------------------ | ------------------------------------------------------------------------ | ------------------------------------------------------------------------ | ------------------------------------------------------------------------ |
| 5-6-2022                                                                 | San José                                                                 | Costa Rica                                                               | 2 – 0                                                                    | Martinica                                                                | CONCACAF Nations League 2022-2023 - 1º turno                             | -                                                                        | 61’                                                                      |
| 10-6-2022                                                                | Panama                                                                   | Panama                                                                   | 5 – 0                                                                    | Martinica                                                                | CONCACAF Nations League 2022-2023 - 1º turno                             | -                                                                        | 63’                                                                      |
| 13-6-2022                                                                | Fort-de-France                                                           | Martinica                                                                | 0 – 0                                                                    | Panama                                                                   | CONCACAF Nations League 2022-2023 - 1º turno                             | -                                                                        | 71’                                                                      |
| Totale                                                                   |                                                                          | Presenze                                                                 | 3                                                                        |                                                                          | Reti                                                                     | 0                                                                        |                                                                          |